# Guazuma crinita
Guazuma crinita är en malvaväxtart som beskrevs av Carl Friedrich Philipp von Martius. Guazuma crinita ingår i släktet Guazuma och familjen malvaväxter. Inga underarter finns listade i Catalogue of Life.